# Па де Кале
Па де Кале (фр. Pas-de-Calais) департман је у северној Француској. Припада региону Нор Па де Кале, а главни град департмана (префектура) је Арас. Департман Па де Кале је означен редним бројем 62. Његова површина износи 6.671 км². По подацима из 2010. године у департману Па де Кале је живело 1.461.387 становника, а густина насељености је износила 219 становника по км².
Овај департман је административно подељен на:
- 7 округа
- 77 кантона и
- 894 општина.

## Демографија
| 2011.     |
| --------- |
| 1.462.807 |